# Хей-Крик (тауншип, Миннесота)
Хей-Крик (англ. Hay Creek) — тауншип в округе Гудхью, Миннесота, США. На 2000 год его население составило 862 человека.

## География
По данным Бюро переписи населения США площадь тауншипа составляет 88,9 км², из которых 88,9 км² занимает суша, водоёмов нет.

## Демография
По данным переписи населения 2000 года здесь находились 862 человека, 280 домохозяйств и 241 семья.  Плотность населения —  9,7 чел./км².  На территории тауншипа расположено 289 построек со средней плотностью 3,3 построек на один квадратный километр. Расовый состав населения: 97,68 % белых, 1,16 % коренных американцев, 0,46 % азиатов, 0,23 % — других рас США и 0,46 % приходится на две или более других рас. Испанцы или латиноамериканцы любой расы составляли 0,58 % от популяции тауншипа.
Из 280 домохозяйств в 45,7 % воспитывались дети до 18 лет, в 79,6 % проживали супружеские пары, в 2,9 % проживали незамужние женщины и в 13,6 % домохозяйств проживали несемейные люди. 7,9 % домохозяйств состояли из одного человека, при том 3,2 % из — одиноких пожилых людей старше 65 лет. Средний размер домохозяйства — 3,08, а семьи — 3,27 человека.
31,0 % населения — младше 18 лет, 5,2 % — в возрасте от 18 до 24 лет, 29,2 % — от 25 до 44, 25,6 % — от 45 до 64, и 8,9 % — старше 65 лет. Средний возраст — 37 лет. На каждые 100 женщин приходилось 103,3 мужчин.  На каждые 100 женщин старше 18 приходилось 103,8 мужчин.
Средний годовой доход домохозяйства составлял 63 594 доллара, а средний годовой доход семьи — 63 500 долларов. Средний доход мужчин — 38 056  долларов, в то время как у женщин — 28 750. Доход на душу населения составил 24 034 доллара. За чертой бедности находились 2,9 % семей и 3,8 % всего населения тауншипа, из которых 4,7 % младше 18 и 5,5 % старше 65 лет.